# Beautiful Surprise (låt)
"Beautiful Surprise" är en låt framförd av den kanadensiska R&B-sångerskan Tamia, skriven av henne själv och komponerad av Salaam Remi och Claude Kelly. Låten spelades in till sångerskans femte studioalbum Beautiful Surprise (2012).
I midtempo-spåret sjunger Tamia om sin man, NBA-spelaren Grant Hill som hon varit gift med sedan år 1999. Låten utgörs till stor del av stråkinstrument och en jämn basgång. "Beautiful Surprise" gavs ut som huvudsingeln från sångerskans skiva och innebar Tamias första singelsläpp sedan "Almost" år 2007. Singeln distribuerades av Tamias eget skivbolag Plus 1 Music Group och hade onlinepremiär den 2 mars 2012. Låten skickades till amerikanska radiostationer den 5 och 6 mars. Låten gjordes möjlig för digital nedladdning på Itunes i samband med musikvideons premiär på Vh1 Soul den 26 juni. Medias respons på Tamias singel var mestadels positiv. Webbplatsen RatedRnB kommenterade likheten med sångerskans äldre hitlåt "So Into You" från 1998.
Låtens musikvideo filmades den 25 och 26 februari. I videon medverkar sångerskans man, Grant Hill.

## Format och innehållsförteckningar
- Digital nedladdning (Nordamerika)

1. "Beautiful Surprise" - 3:39

## Topplistor
| Lista (2012)                          | Topplacering |
| ------------------------------------- | ------------ |
| USA (Billboard Hot R&B/Hip-Hop Songs) | 24           |